# Wasquehal - Hôtel de Ville (métro de Lille)
 (juin 2024).
Si vous disposez d'ouvrages ou d'articles de référence ou si vous connaissez des sites web de qualité traitant du thème abordé ici, merci de compléter l'article en donnant les références utiles à sa vérifiabilité et en les liant à la section « Notes et références ».
La station Wasquehal - Hôtel de Ville est une station de la ligne 2 du métro de Lille, située à Wasquehal. Inaugurée le 18 août 1999, la station permet de desservir la mairie de la commune.

## La station

### Situation
La station se situe sous la place Place Maurice-Schumann dans la commune de Wasquehal, à côté de la rue Michelet.
Elle est située sur la ligne 2 entre les stations Wasquehal - Pavé de Lille et Croix - Centre, respectivement à Wasquehal et à Croix.

### Origine du nom
Elle doit son nom à la mairie, également appelé « hôtel de ville », de la commune.

### Histoire
La station de métro est inaugurée le 18 août 1999.

### Architecture
La station dispose d'un accès et d'un ascenseur en surface, il y a deux niveaux.
- niveau - 1 : vente et compostage des tickets, choix de la direction du trajet
- niveau - 2 : voies centrales et quais opposés

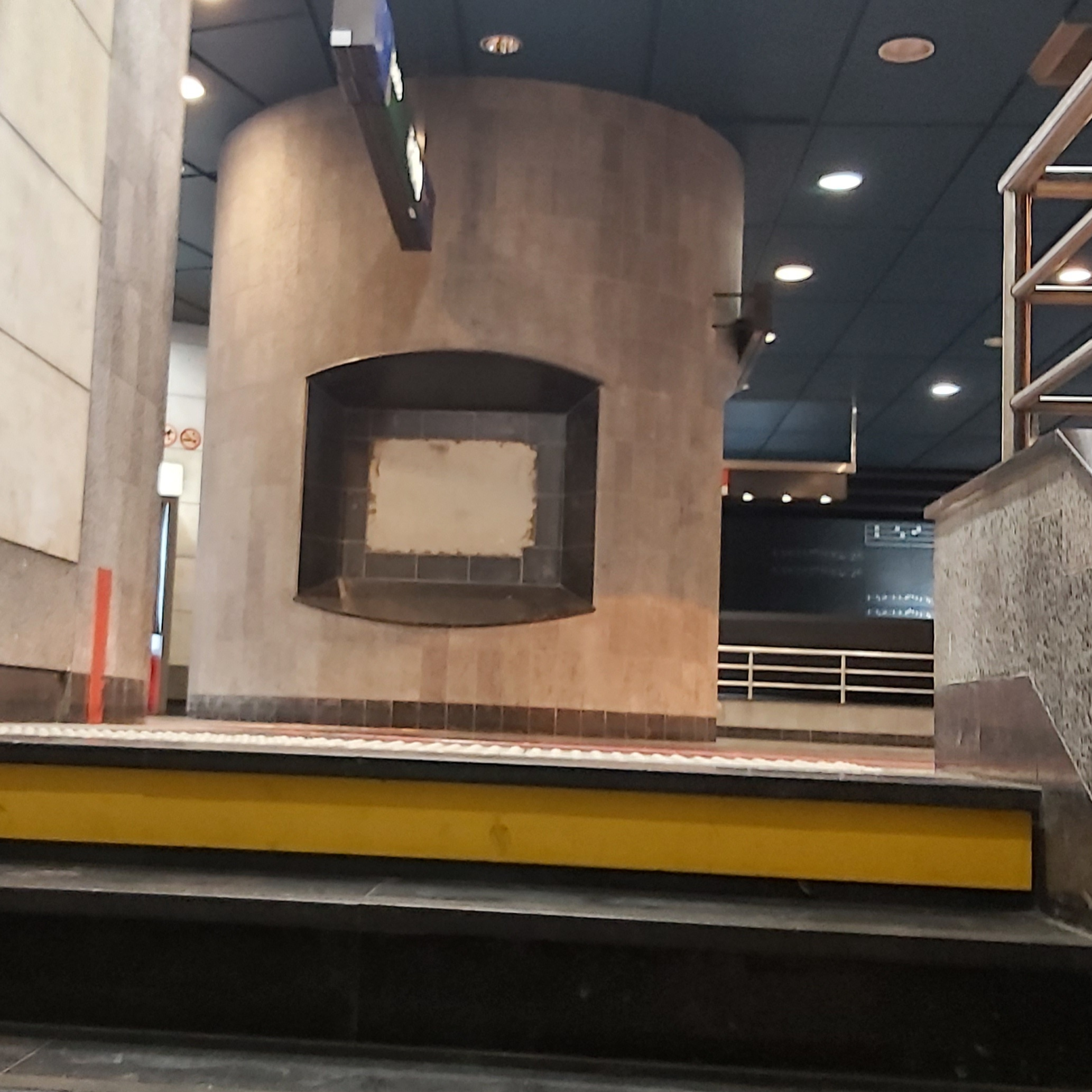
Intérieur de la station

## Intermodalité
La station est desservie par les lignes 30, C11 et 906 du réseau Ilévia.

## À proximité
- Mairie de Wasquehal
- Office de tourisme
- Église saint-Nicolas
- Carrefour City